# Władimir Ławrinienkow
Władimir Dmitrijewicz Ławrinienkow (ros. Владимир Дмитриевич Лавриненков, ur. 17 maja 1919 we wsi Ptachino w obwodzie smoleńskim, zm. 14 stycznia 1988 w Kijowie) – radziecki lotnik wojskowy, generał pułkownik lotnictwa, dwukrotny Bohater Związku Radzieckiego (1943 i 1944).

## Życiorys
Urodził się w rodzinie chłopskiej. W 1934 skończył 7-letnią szkołę, później uczył się w szkole fabrycznej, pracował jako stolarz, od 1940 służył w Armii Czerwonej. W 1941 ukończył wojskową szkołę lotniczą, w której został instruktorem, od sierpnia 1942 walczył w wojnie z Niemcami, brał udział w bitwie pod Stalingradem jako lotnik 651 lotniczego pułku myśliwskiego 102 Lotniczej Dywizji Myśliwskiej; strącił wówczas 16 niemieckich samolotów. Później w składzie 9 odeskiego lotniczego pułku myśliwskiego gwardii 8 Armii Powietrznej Frontu Południowo-Zachodniego walczył pod Batajskiem i Rostowem nad Donem, w kwietniu 1944 pułk ten został skierowany na kierunek odeski i krymski w składzie 4 Frontu Ukraińskiego. Brał udział w wyzwoleniu Odessy, Symferopola, Eupatorii, Bakczysaraju i Sudaku. W sierpniu 1944 został dowódcą tego pułku, jesienią 1944 i na początku 1945 uczestniczył w walkach w rejonie nadbałtyckim i w Prusach Wschodnich, a w kwietniu 1945 w zdobywaniu Królewca i operacji berlińskiej. W czasie wojny wykonał 488 lotów bojowych, w 134 walkach powietrznych strącił osobiście 35 i w grupie 11 samolotów wroga. W 1948 ukończył Akademię Wojskową im. Frunzego, 1949–1951 dowodzi dywizją lotniczą, potem został naczelnikiem centrum szkoleniowego lotnictwa myśliwskiego obrony przeciwlotniczej, w 1954 ukończył Wojskową Akademię Sztabu Generalnego. Później dowodził armią lotnictwa myśliwskiego obrony przeciwlotniczej, 1962–1969 był I zastępcą dowódcy, a 1968–1977 dowódcą 8 Samodzielnej Armii Obrony Przeciwlotniczej w Kijowie i jednocześnie zastępcą dowódcy wojsk Kijowskiego Okręgu Wojskowego ds. obrony przeciwlotniczej, w 1971 otrzymał stopień generała pułkownika lotnictwa. W 1977 został szefem sztabu – zastępcą szefa Obrony Cywilnej Ukraińskiej SRR, 1984-1988 był konsultantem Wojskowej Akademii Obrony Przeciwlotniczej im. A. Wasilewskiego w Kijowie. Był deputowanym do Rady Najwyższej Ukraińskiej SRR 7 kadencji. Został pochowany na Cmentarzu Bajkowa.

## Odznaczenia
- Złota Gwiazda Bohatera Związku Radzieckiego (dwukrotnie – 1 maja 1943 i 1 lipca 1944)
- Order Lenina (dwukrotnie)
- Order Rewolucji Październikowej
- Order Czerwonego Sztandaru (sześciokrotnie)
- Order Wojny Ojczyźnianej I klasy
- Order Czerwonej Gwiazdy

I medale.